# Моубреи
Моубрей (де Моубрей, иногда Мобрей, современное произношение — Мобри; англ. Mowbray) — английский дворянский род нормандского происхождения в Средние века. Представители дома Моубрей являлись графами и герцогами Норфолк, графами Ноттингем и графами-маршалами Англии и играли значительную роль в политической истории страны в XIV—XV веках. Первоначально территориальная база рода располагалась, главным образом, в северном Линкольншире (остров Аксхольм), Лестершире и центральном Йоркшире. Впоследствии Моубреи унаследовали часть земель Браозов (Гауэр и нижний Уай в южном Уэльсе) и обширные владения дома Биго в Норфолке, Суффолке и Суррее. Главными резиденциями рода служили замки Аксхольм и, позднее, Фрамлингем. Дом де Моубрей пресёкся в 1481 году, после чего его земли и титулы были унаследованы родами Говардов и Беркли.

## Происхождение
Основателем рода де Моубрей был Жоффруа де Монбрей, епископ Кутанса, близкий соратник Вильгельма Завоевателя, активный участник нормандского завоевания Англии и одна из центральных фигур в государственной администрации Английского королевства в 1070—1080-х годах. Жоффруа происходил из небогатой рыцарской семьи, чьи владения располагались в южной части полуострова Котантен на территории современного департамента Манш. Очевидно, центром этих владений был замок Монбрей, к югу от Сен-Ло, который и дал название всему роду. После завоевания Англии Жоффруа получил от короля Вильгельма I обширные владения, насчитывающие, по данным «Книги страшного суда», около 280 маноров, прежде всего в Сомерсете и Дорсете. После смерти Жоффруа в 1093 году эти земли перешли к его племяннику — Роберту де Монбрею, который с 1086 года являлся графом Нортумбрии и крупнейшим феодалом Северной Англии. Роберт де Монбрей успешно руководил обороной границы с Шотландией, однако неоднократно поднимал восстания против английского короля. В 1095 году он стал лидером крупного мятежа англонормандских баронов против Вильгельма II, однако потерпел поражение и был лишён всех владений и титулов.
Вдова Роберта де Монбрея Матильда де Лэгль после 1107 года вышла вторым браком за Нигеля д’Обиньи (ум. 1129), род которого также происходил из Котантена, а его дед перебрался в Англию вместе с Вильгельмом Завоевателем. Матерью Нигеля была Амиция, сестра Жоффруа де Монбрея. Его старший брат унаследовал владения рода д’Обиньи в Англии и Нормандии и основал дом д’Обиньи — графов Арундел, тогда как сам Нигель после женитьбы на Матильде де Лэгль получил большую часть земель дома де Монбрей, включая обширные владения в Йоркшире и Линкольншире. Сын Нигеля д’Обиньи Роджер (ум. ок. 1188) взял фамилию Монбрей, став таким образом основателем Второго дома де Монбрей (название впоследствии трансформировалось в Моубрей, а затем — в Мобри).

## Основные представители
Роджер де Монбрей (ум. 1188) принимал активное участие в гражданской войне 1135—1154 годов и мятеже сыновей Генриха II в 1173—1174 годах, а также совершил несколько походов в Палестину, где служил под началом Ги де Лузиньяна. Его внук Уильям де Моубрей (ум. 1222) был одним из руководителей движения английских баронов против Иоанна Безземельного, приведшего к подписанию «Великой хартии вольностей», одним из гарантов которой и стал Уильям. Его сын Роджер (ум. 1266) участвовал в войнах с Шотландией и Уэльсом, а в период восстания Симона де Монфора принял сторону короля. В 1295 году его сын, которого также звали Роджер, был возведён в достоинство барона Моубрей, став таким образом одним из первых дворян, получивших титул барона на основании специального королевского указа. Наибольшую роль в политической жизни Англии, однако, сыграл сын 1-го барона Джон де Моубрей (ум. 1322) — талантливый военачальник, один из командующих английскими войсками в войнах с Шотландией, шериф Йоркшира и губернатор Йорка, а с 1313 года — смотритель Шотландских марок (особых военно-административных единиц на границе с Шотландией). Благодаря браку с наследницей одной из линий дома де Браоз, Джон присоединил к владениям Моубреев земли в Южном Уэльсе — Гауэр и Чепстоу, а также рейп Брамбер в Суссексе. Однако в 1322 году Джон де Моубрей был казнён за участие в мятеже баронов против короля Эдуарда II.

Владения Моубреев были возвращены после вступления на престол Эдуарда III. Джон, 3-й барон Моубрей (ум. 1361), входил в состав королевского совета и активно участвовал в войнах с шотландцами, в частности, сражался в битве при Невиллс-Кроссе в 1346 году. Его сын Джон, 4-й барон Моубрей (ум. 1368), женился на внучке Томаса Бразертона, графа Норфолка, младшего сына короля Эдуарда I, что принесло Моубреям обширные владения дома Биго, прежде всего в Норфолке, Суффолке, Лестершире и Уорикшире и дало возможность претендовать его потомкам на титул графа. Уже его старшему сыну Джону (ум. 1383) был пожалован в 1377 году титул графа Ноттингема, а младший, Томас (ум. 1399) в 1397 году был возведён в достоинство герцога Норфолка и получил наследственный пост графа-маршала. Томас де Моубрей являлся одним из наиболее влиятельных английских аристократов конца XIV века. Он был одним из пяти лордов-апеллянтов, временно захвативших власть в стране в 1388 году, однако позднее примирился с королём и возглавил оборону северной границы Англии. В 1391 году Томас был назначен генерал-губернатором Кале и английских владений в Пикардии, Фландрии и Артуа. Впоследствии он участвовал в экспедиции Ричарда II в Ирландию и переговорах о мире с Францией. В 1397 году Томас де Моубрей, вероятно, принимал участие в разгроме королём баронской оппозиции и убийстве герцога Глостера, однако уже в следующем году был изгнан из Англии, лишён герцогского титула и части владений. Его сын Моубрей, Томас, 4-й граф Норфолк, стал одним из лидеров последнего восстания Перси против Генриха IV и в 1405 году был казнён в Йорке.
В 1425 году для младшего брата казнённого, Джона де Моубрея (ум. 1432), был восстановлен титул герцога Норфолка. Джон участвовал в завоевании Нормандии Генрихом V, хотя не присутствовал в войсках во время битвы при Азенкуре. Его сын Моубрей, Джон, 3-й герцог Норфолк (ум. 1461), в период войны Алой и Белой розы поддерживал йоркистов и внёс решающий вклад в победу при Таутоне, которая расчистила английский престол для Эдуарда IV. Со смертью в 1475 году Джона де Моубрея, 4-го герцога Норфолка, мужская линия дома де Моубрей пресеклась. Его обширные владения унаследовала единственная дочь Анна, которая ещё ребёнком была выдана замуж за принца Ричарда, младшего сына Эдуарда IV. Однако в 1481 году Анна скончалась. Впоследствии земли дома де Моубрей были разделены между потомками Томаса, 1-го герцога Норфолка, из родов Говард и Беркли. За Говардами в 1483 году также были признаны титулы герцога Норфолка и графа Суррея.

## Генеалогия

### Сеньоры де Монбрей, бароны Моубрей
1. Жоффруа де Монбрей (ум. 1093), епископ Кутанса;
2. Роджер де Монбрей;
  1. Роберт де Монбрей, граф Нортумбрии (1086—1095); жена: Матильда де Лэгль (ум. ок. 1155), дочь Рихера де Лэгль и Юдиты Авраншской, впоследствии — замужем за Нигелем д’Обиньи (см. ниже);
3. Амиция де Монбрей; муж: Роджер д’Обиньи, сын Вильгельма де Альбини, участника нормандского завоевания Англии;
  1. Вильгельм д’Обиньи «Пинцерна» (ум. до 1139), сеньор Бакинема, кравчий (тут соотноситься с лорд великий камергер) короля Генриха I; жена: Матильда, дочь Роджера Биго.
Потомки: графы Арундел из рода д’Обиньи.
  2. Нигель д’Обиньи (ум. 1129), соратник короля Генриха I, получивший наследственные владения Роберта де Монбрея; 1-я жена (после 1107, позднее разведены): Матильда де Лэгль (ум. ок. 1155), вдова Роберта де Монбрея, графа Нортумбрии; 2-я жена (1118): Гундреда де Гурне, дочь Жерара де Гурне и Эдиты де Варенн, дочери Вильгельма де Варенна, 1-го графа Суррей;
    1. Роджер д'Обиньи (ум. 1188), сеньор Аксхольма, принял фамилию де Монбрей, участник гражданской войны в Англии 1135—1154 гг., мятежа сыновей Генриха II 1173—1174 и крестовых походов в Палестину; жена: Алиса де Гант, дочь Вальтера де Ганта и Матильды Бретонской и сестра Гилберта де Ганта, графа Линкольна;
      1. Нигель де Монбрей (ум. 1191), участник крестовых походов в Палестину; жена: Мабель;
        1. Уильям де Моубрей (ум. 1224), участник движения баронов против Иоанна Безземельного, гарант «Великой хартии вольностей»; жена: Авиция (возможно, Агнесса д’Обиньи, дочь Уильяма д’Обиньи, 2-го граф Арундел;
          1. Нигель де Моубрей (ум. 1230); жена: Матильда, дочь Роджера де Каневилла (ум. до 1240);
          2. Роджер де Моубрей (ум. 1266); жена: Мод де Бошан, дочь Уильяма де Бошана, лорда Бедфорда (ум. до 1273);
            1. Роджер де Моубрей (ум. до 1297), 1-й барон Моубрей (с 1295); жена (1270): Рохеза де Клер (ум. после 1316), дочь Ричарда де Клера, 6-го графа Хертфорда;
              1. Джон де Моубрей, 2-й барон Моубрей (казн. 1322), шериф Йоркшира и смотритель Шотландских марок, один из лидеров восстания баронов против Эдуарда II и его фаворитов в 1322 году; жена (1298): Алиса де Браоз (ум. 1331), дочь и наследница Уильяма де Браоза, лорда Гауэра и Брамбера;
                1. Джон де Моубрей, 3-й барон Моубрей (ум. 1361), участник войн с Шотландией и битвы при Невиллс-Кроссе; 1-я жена (1327): Джоанна Ланкастер (ум. 1349), дочь Генри Плантагенета, 3-го графа Ланкастера; 2-я жена: Элизабет де Вер (ум. 1375), дочь Джона де Вера, графа Оксфорда;
                  1. Бланка Моубрей (ум. 1409); 1-й муж (1349): Джон Сигрейв (ум. 1353), сын Джона Сигрейва, 4-го лорда Сигрейв, и Маргариты, графини Норфолк, дочери Томаса Бразертона; 2-й муж: Роберт Бертрам; 3-й муж: Томас Пойнингс; 4-й муж: Джон Уорт; 5-й муж: Джон Уилтшир;
                  2. Элеонора Моубрей (ум. до 1387); 1-й муж (1358): Роджер Ла Варр (ум. 1370); 2-й муж: Льюис де Клиффорд (ум. 1404);
                  3. Джон де Моубрей, 4-й барон Моубрей (ум. 1368), участник крестового похода в Палестину; жена (1349): Элизабет Сигрейв (ум. 1368), дочь и наследница Джона Сигрева, 4-го лорда Сигрейв, и Маргариты, графини Норфолк, дочери Томаса Бразертона, младшего сына Эдуарда I, и наследницы земель рода Биго;
Далее см. ниже: Герцоги Норфолк.

              2. Джоанна де Моубрей; муж (1261): Роберт де Мого (ум. 1275);

        2. Филипп де Моубрей, основатель шотландской линии дома де Моубрей — Моубреев из Барнбугля;
        3. Роберт де Моубрей;
        4. Роджер де Моубрей, основатель младшей линии дома де Моубрей — Моубреев из Кирклингтона;

      2. Роберт де Монбрей (ум. после 1176), сеньори Исби (Йоркшир);

    2. Хэмфри д’Обиньи (ум. до 1129).

### Герцоги Норфолк
Джон де Моубрей, 4-й барон Моубрей (умер в 1368), участник крестового похода в Палестину; жена (1349): Элизабет Сегрейв (умерла в 1368), дочь и наследница Джона Сегрейва, 4-го барона Сегрейв, и Маргариты, графини Норфолк, дочери Томаса Бразертона, младшего сына Эдуарда I, и наследницы земель рода Биго;
1. Элеонора Моубрей (1364—1417); муж (1386): Джон де Уэллес, лорд Уэллес (ум. 1421);
2. Джон Моубрей (1365—1380), 5-й барон Моубрей, 6-й барон Сигрейв, граф Ноттингем (c 1377);
3. Томас Моубрей (1366—1399), 6-й барон Моубрей и 7-й барон Сигрейв, граф Ноттингем (с 1383), граф-маршал Англии (с 1386), 1-й герцог Норфолк (c 1397), 3-й граф Норфолк (с 1399), лорд-апеллянт, вероятный соучастник убийства Томаса Вудстока, герцога Глостер; 1-я жена: Элизабет Лестранж (ум. 1383), дочь Джона Лестранжа, 5-го лорда Странжа; 2-я жена (1384): Элизабет Фицалан (ум. 1425), дочь Ричарда Фицалана, 10-го графа Арундел;
  1. Томас Моубрей (1385—1405), 7-й барон Моубрей и 8-й барон Сигрейв, граф Ноттингем и 4-й граф Норфолк (с 1399), участник восстания Перси против Генриха IV, казнён в 1405 году; жена (1404): Констанция Холанд (ум. 1437), дочь Джона де Холанда, герцога Эксетера;
  2. Маргарита Моубрей (ум. после 1437); муж (1417): Роберт Говард (умер в 1436). 
Потомки: графы и герцоги Норфолк из рода Говардов;
  3. Джон Моубрей (1392—1432), граф Ноттингем, граф-маршал и 5-й граф Норфолк (с 1405), 2-й герцог Норфолк (с 1425), участник завоевания Нормандии Генрихом V; жена (1412): Кэтрин Невилл (ум. 1483), дочь Ральфа Невилла, 1-го графа Уэстморленда;
    1. Джон Моубрей (1415—1461), граф Ноттингем, граф-маршал, 6-й граф Норфолк и 3-й герцог Норфолк (с 1432), участник войны Алой и Белой розы на стороне йоркистов; жена (1424): Элеонора Буршье (ум. 1474), дочь Уильяма Буршье, графа д’Э;
      1. Джон Моубрей (1444—1476), граф Суррей (c 1451), граф Ноттингем, граф-маршал, 7-й граф Норфолк и 4-й герцог Норфолк (с 1461), жена (1448): Элизабет Тальбот (ум. 1507), дочь Джона Тальбота, 1-го графа Шрусбери;
        1. Анна Моубрей (1472—1481), графиня Суррей, Норфолк и Ноттингем; муж: Ричард Йоркский (17 августа 1473—1483?), герцог Йоркский с 1474, граф Ноттингем с 1476, герцог Норфолк, граф Суррей и Варенн с 1477, младший сын Эдуарда IV, короля Англии;

    2. Кэтрин Моубрей; муж: Джон Вудвилл (ум. 1469);

  4. Изабелла Моубрей (ум. 1452); 1-й муж (1416): Генри Феррерс (ум. 1423); 2-й муж (1423): Джеймс де Беркли, лорд Беркли (ум. 1463);
  5. Элизабет Моубрей (ум. ок. 1423); муж (1403): Майкл де ла Поль (ум. 1415), 3-й граф Саффолк.